# Mithraea de Stockstadt
Les mithraea de Stockstdat sont deux mithraeum situés dans l'ancien fort romain de Stockstadt à Stockstadt am Main (Arrondissement d'Aschaffenbourg) dans le land de Bavière en Allemagne,.
Le site du camp romain situé le limes de Germanie supérieure et de Rhétie est important pour la recherche archéologique en raison du grand nombre de monuments en pierre, qui ont été découverts principalement dans le vicus de la zone de deux mithraea, un sanctuaire dédié à Jupiter Dolichenus et une station de beneficiarius.

## Historique

### Mithraeum I
Il a été découvert au sud-est du fort en 1902. D'après les découvertes, il s'agit du plus jeune des deux sanctuaires, construit vers 210 apr. J.-C. Il mesurait 13 m de long sur 7,80 m de large. Un incendie détruisit le bâtiment, mais son inventaire extraordinairement riche resta dans le sol. Outre une plaque votive en argent, cela comprenait des fragments d'une image tournante du culte de Mithra et 66 autres monuments en pierre. En revanche, les petites trouvailles telles que les pièces de monnaie sont sous-représentées. Les découvertes de trois statues différentes de Mercure suggèrent que le culte de ce dieu avait une signification particulière. Dans chaque mithraeum se trouvait une statue de Mercure avec un enfant dans ses bras. La dédicace d'une variété de dieux dans les sanctuaires montre que les idées religieuses se sont progressivement mélangées.

Quelques objets trouvés dans le Mithraeum I et exposés au musée deSaalburg
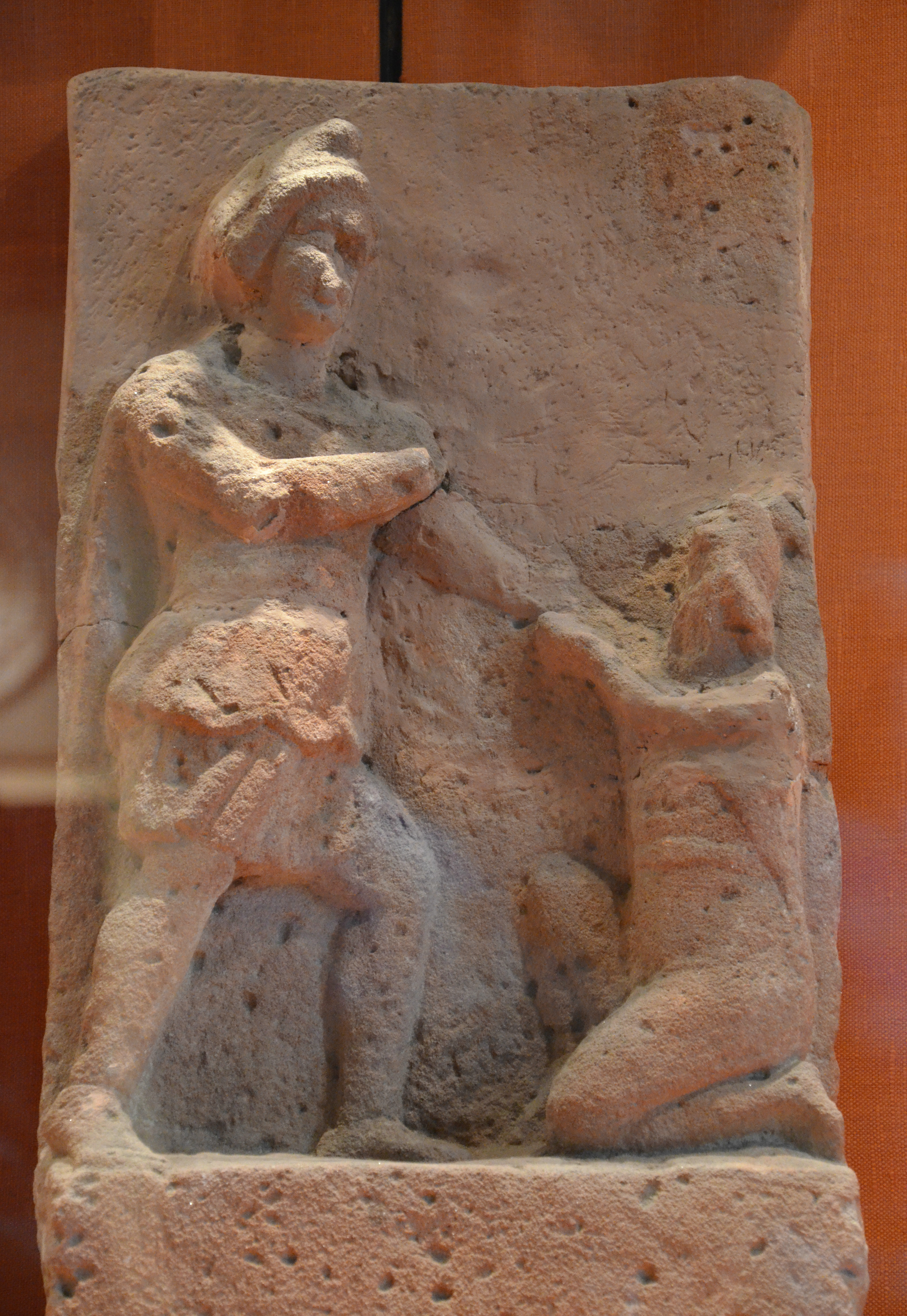
Le dieu Sol Invictus agenouillé devant Mithra.
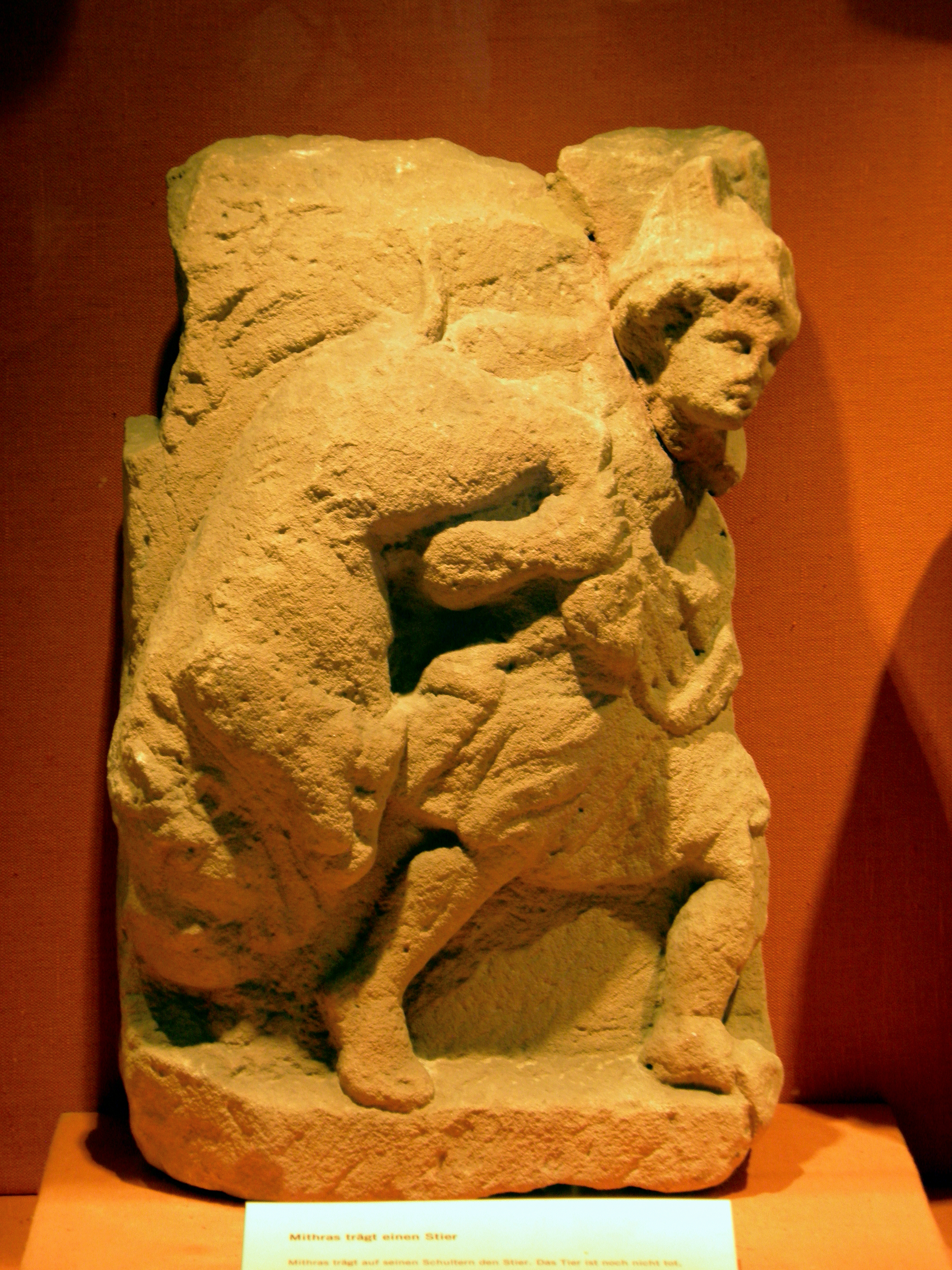
Statue de Mithras.
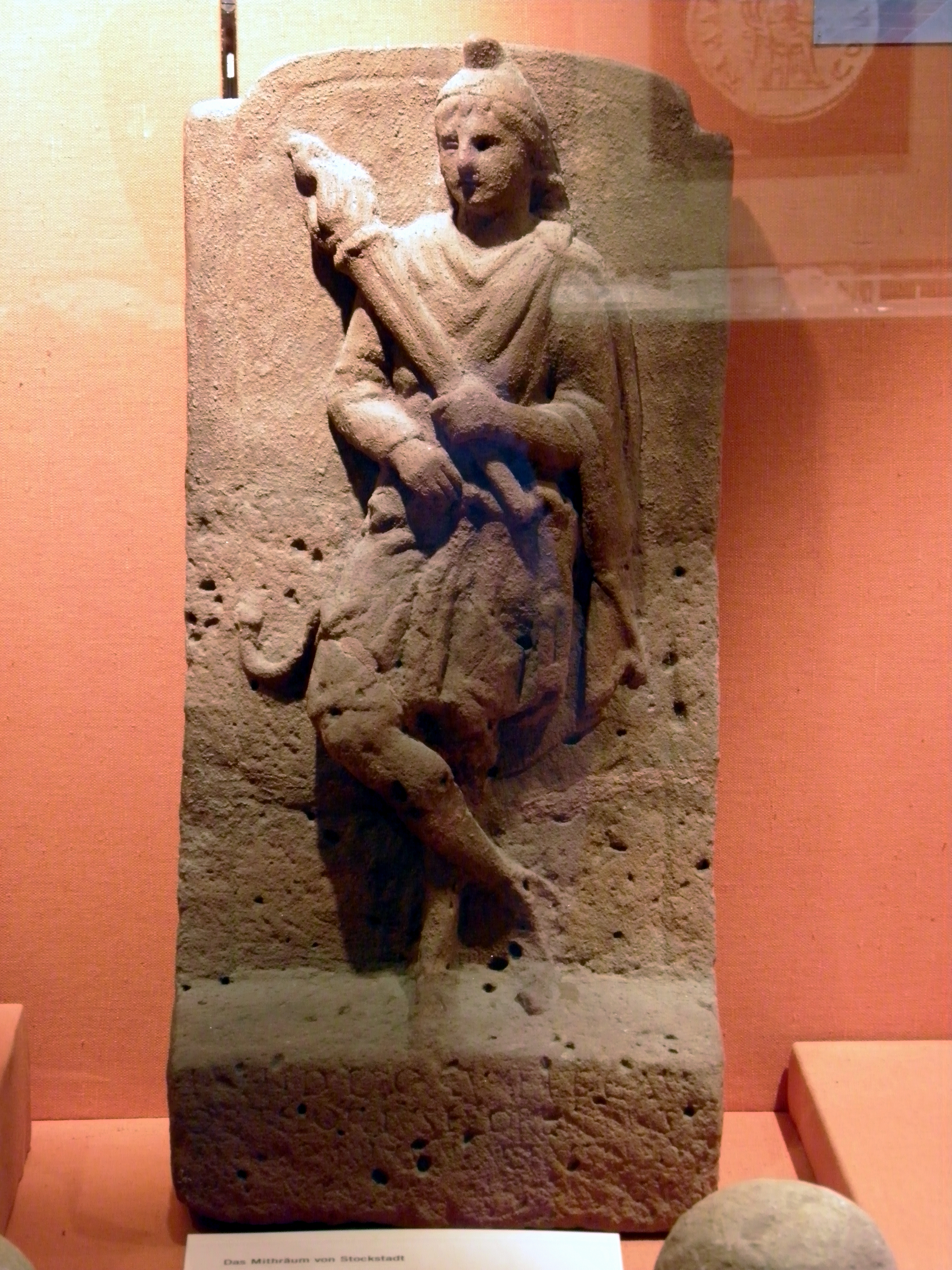
Statue de Cautès.
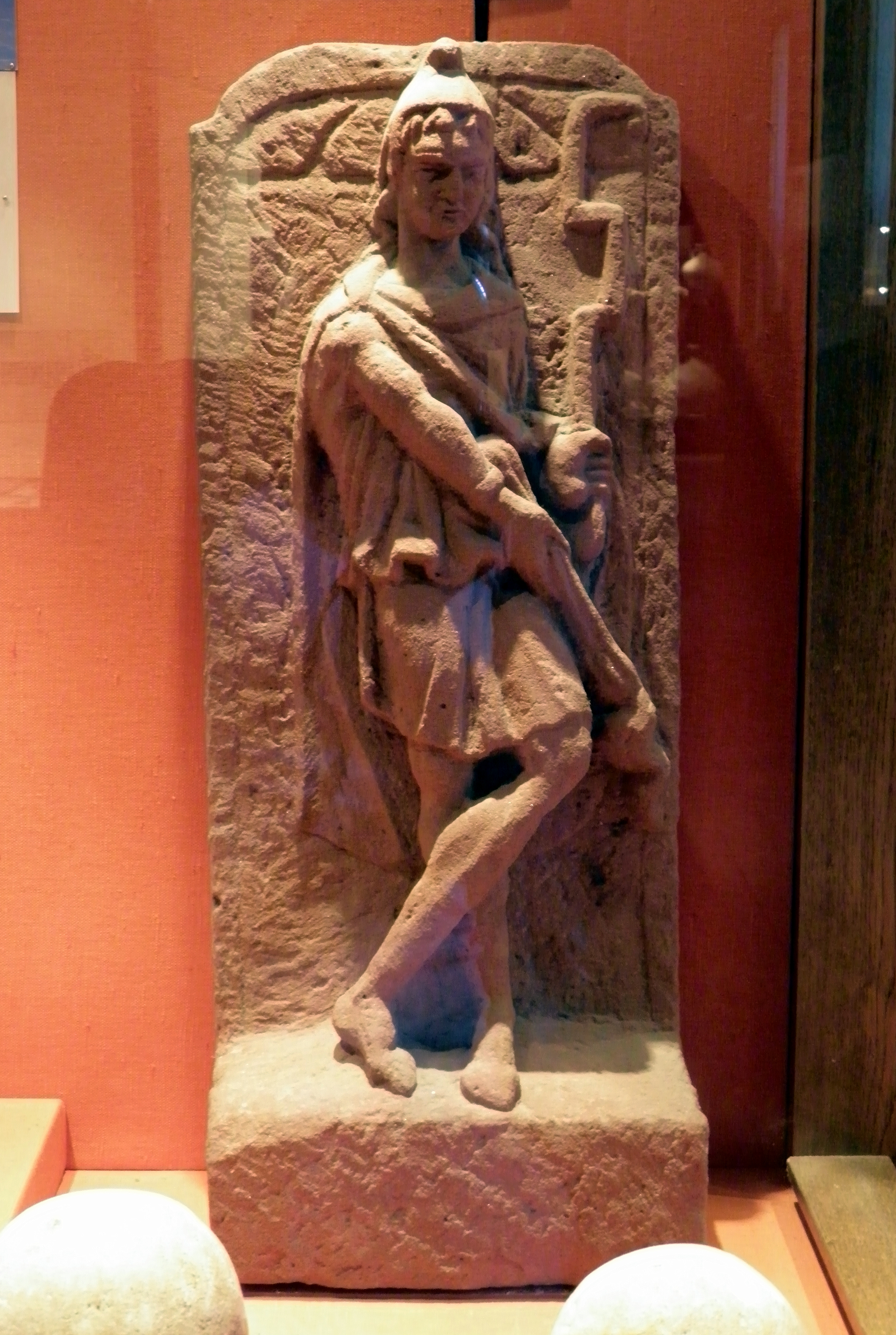
Statue de Cautopatès.

### Mithraeum II
L'autre sanctuaire a été découvert en 1909/10 sur le côté sud-est du petit fort en bois près du Main. Il mesurait 11,50 m de long sur 6,50 m de large. Les découvertes de pièces de monnaie, qui doivent être considérées comme des sacrifices de construction, constituent un terminus post quem (limite après laquelle) pour la construction de Mithraeum II après 157 apr. J.-C.. Avec cinq autels et une statue de Mercure, les découvertes sont nettement moins nombreuses qu'au Mithraeum I ; il manque notamment une image culte. En relation avec le fait que des déchets municipaux ont été déposés dans le bâtiment, qui a également été détruit par un incendie au IIIe siècle, cela prouve la séquence chronologique des deux mithraea. L'image culte de Mithraeum II aurait pu être utilisée dans le bâtiment ultérieur.

## Galerie

Vitrines du Saalburgmuseum
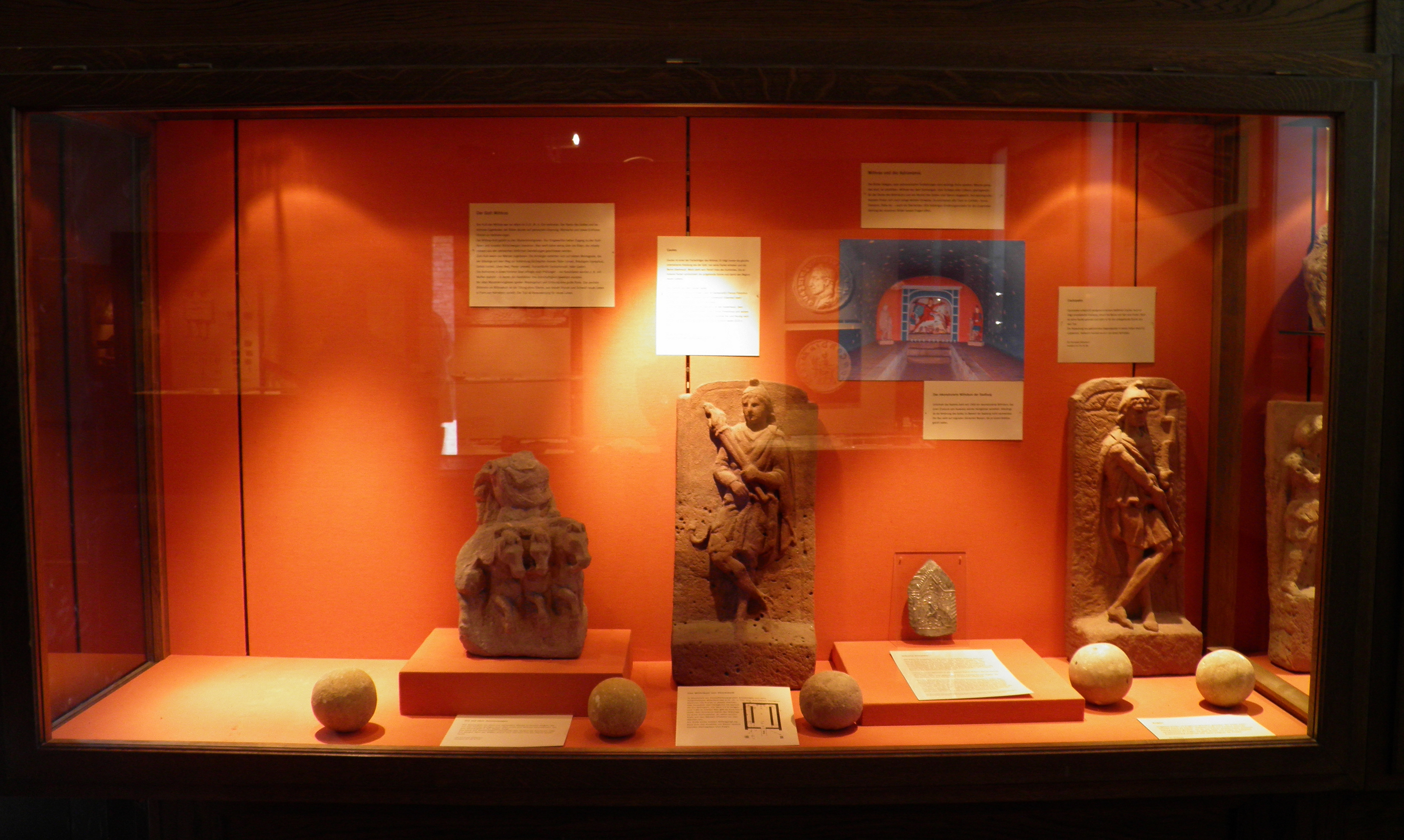
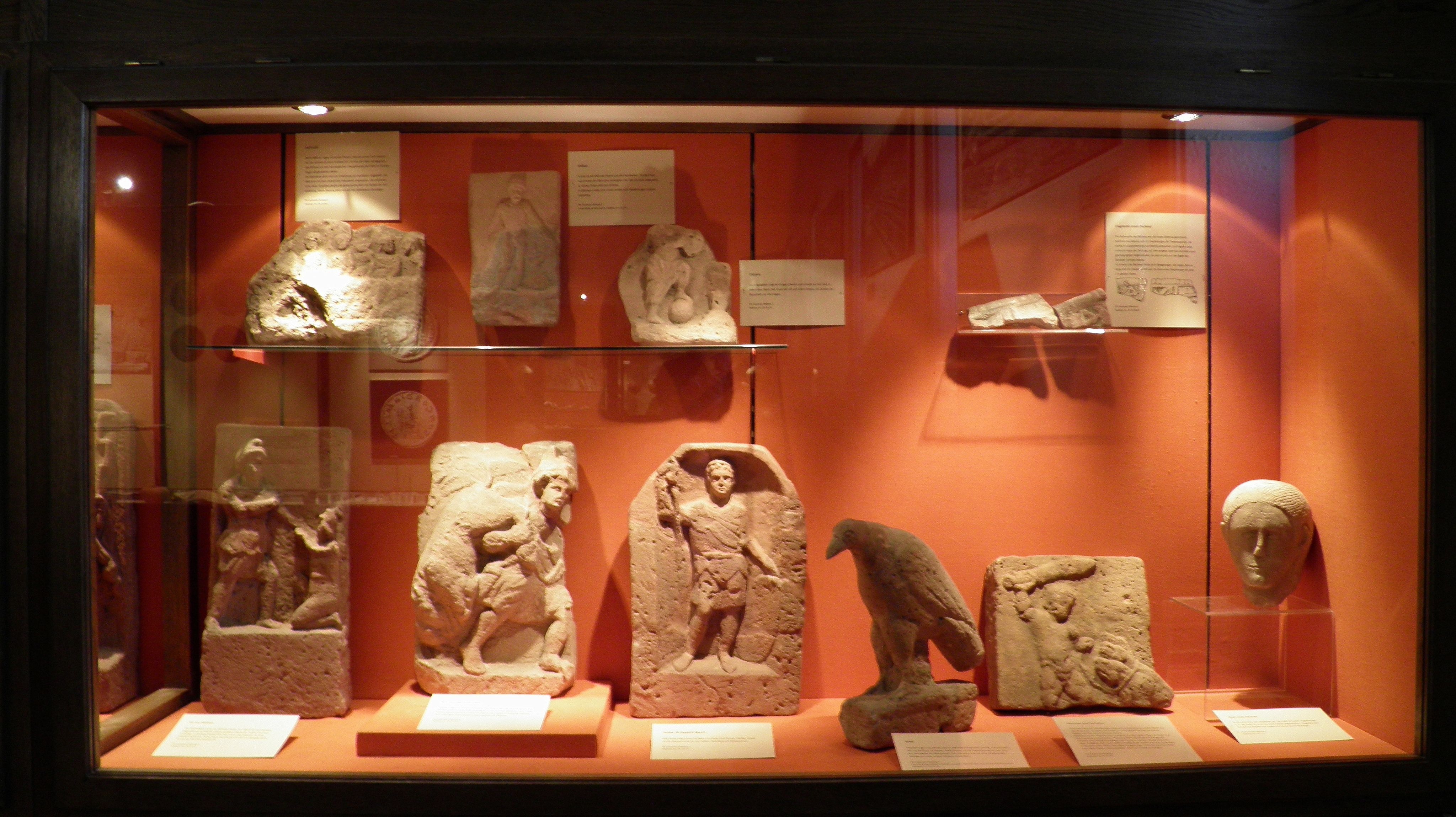